# Plesiops multisquamata
Plesiops multisquamata es una especie de peces de la familia Plesiopidae en el orden de los Perciformes.

## Morfología
• Los machos pueden llegar alcanzar los 25 cm de longitud total.

## Distribución geográfica
Se encuentra en la costa este de Sudáfrica.